# Grande Prémio de Portugal de 1987
Resultados do Grande Prêmio de Portugal de Fórmula 1 realizado em Estoril em 20 de setembro de 1987. Décima segunda etapa da temporada, nela o francês Alain Prost, da McLaren-TAG/Porsche, atingiu a marca de 28 vitórias superando um recorde estabelecido por Jackie Stewart.

## Resumo
Mesmo numa pista escorregadia devido à sujeira, Nigel Mansell foi o único piloto a assinalar um tempo inferior a um minuto e dezoito nos treinos de sexta-feira quando guiou um carro de suspensão convencional. No dia seguinte, contudo, o circo da Fórmula 1 presenciou o arranque de Gerhard Berger que fez a volta mais rápida antes da chuva e conquistou a primeira pole position de sua carreira e também a primeira da Ferrari desde Michele Alboreto no Grande Prêmio do Brasil de 1985.
Até então o recordo vigente pertencia ao britânico Jackie Stewart com 27 vitórias, número atingido no Grande Prêmio da Alemanha de 1973.

## Classificação da prova
| Pos. | Nº | Piloto             | Construtor             | Voltas | Tempo/Diferença   | Grid | Pontos |
| ---- | -- | ------------------ | ---------------------- | ------ | ----------------- | ---- | ------ |
| 1    | 1  | Alain Prost        | McLaren-TAG/Porsche    | 70     | 1:37'03"906       | 3    | 9      |
| 2    | 28 | Gerhard Berger     | Ferrari                | 70     | + 20"493          | 1    | 6      |
| 3    | 6  | Nelson Piquet      | Williams-Honda         | 70     | + 1'03"295        | 4    | 4      |
| 4    | 19 | Teo Fabi           | Benetton-Ford          | 69     | Pane seca         | 10   | 3      |
| 5    | 2  | Stefan Johansson   | McLaren-TAG/Porsche    | 69     | + 1 volta         | 8    | 2      |
| 6    | 18 | Eddie Cheever      | Arrows-Megatron        | 68     | + 2 voltas        | 11   | 1      |
| 7    | 12 | Ayrton Senna       | Lotus-Honda            | 68     | + 2 voltas        | 5    |        |
| 8    | 11 | Satoru Nakajima    | Lotus-Honda            | 68     | + 2 voltas        | 15   |        |
| 9    | 16 | Ivan Capelli       | March-Ford             | 67     | + 3 voltas        | 22   |        |
| 10   | 3  | Jonathan Palmer    | Tyrrell-Ford           | 67     | + 3 voltas        | 24   |        |
| 11   | 24 | Alessandro Nannini | Minardi-Motori Moderni | 66     | Pane seca         | 14   |        |
| 12   | 4  | Philippe Streiff   | Tyrrell-Ford           | 66     | + 4 voltas        | 21   |        |
| 13   | 17 | Derek Warwick      | Arrows-Megatron        | 66     | + 4 voltas        | 12   |        |
| 14   | 20 | Thierry Boutsen    | Benetton-Ford          | 64     | + 6 voltas        | 9    |        |
| Ret  | 8  | Andrea de Cesaris  | Brabham-BMW            | 54     | Injeção           | 13   |        |
| Ret  | 27 | Michele Alboreto   | Ferrari                | 38     | Câmbio            | 6    |        |
| Ret  | 9  | Martin Brundle     | Zakspeed               | 35     | Câmbio            | 17   |        |
| Ret  | 22 | Franco Forini      | Osella-Alfa Romeo      | 32     | Rolamento da roda | 26   |        |
| Ret  | 30 | Philippe Alliot    | Lola-Ford              | 31     | Motor             | 19   |        |
| Ret  | 25 | René Arnoux        | Ligier-Megatron        | 29     | Radiador          | 18   |        |
| Ret  | 21 | Alex Caffi         | Osella-Alfa Romeo      | 27     | Turbo             | 25   |        |
| Ret  | 26 | Piercarlo Ghinzani | Ligier-Megatron        | 24     | Ignição           | 23   |        |
| Ret  | 23 | Adrian Campos      | Minardi-Motori Moderni | 24     | Acidente          | 20   |        |
| Ret  | 5  | Nigel Mansell      | Williams-Honda         | 13     | Pane elétrica     | 2    |        |
| Ret  | 7  | Riccardo Patrese   | Brabham-BMW            | 13     | Motor             | 7    |        |
| DNS  | 10 | Christian Danner   | Zakspeed               | 0      | Acidente          | 16   |        |

## Tabela do campeonato após a corrida
| Pos. | Piloto           | Pontos |
| ---- | ---------------- | ------ |
| 1    | Nelson Piquet    | 67     |
| 2    | Ayrton Senna     | 49     |
| 3    | Nigel Mansell    | 43     |
| 4    | Alain Prost      | 40     |
| 5    | Stefan Johansson | 22     |

| Pos | Equipe              | Pontos |
| --- | ------------------- | ------ |
| 1   | Williams-Honda      | 110    |
| 2   | McLaren-TAG/Porsche | 62     |
| 3   | Lotus-Honda         | 55     |
| 4   | Ferrari             | 26     |
| 5   | Benetton-Ford       | 20     |

| Pos. | Piloto           | Pontos |
| ---- | ---------------- | ------ |
| 1    | Jonathan Palmer  | 71     |
| 2    | Philippe Streiff | 58     |
| 3    | Pascal Fabre     | 35     |
| 4    | Ivan Capelli     | 34     |
| 5    | Philippe Alliot  | 25     |

| Pos. | Equipe       | Pontos |
| ---- | ------------ | ------ |
| 1    | Tyrrell-Ford | 129    |
| 2    | AGS-Ford     | 35     |
| 3    | March-Ford   | 34     |
| 4    | Lola-Ford    | 25     |

- Nota: Somente as primeiras cinco posições estão listadas. Entre 1981 e 1990 cada piloto podia computar onze resultados válidos por temporada não havendo descartes no mundial de construtores.